# Chucuito (província)
Chucuito é uma província do Peru localizada na região de Puno. Sua capital é a cidade de Juli.

## Distritos da província
- Desaguadero
- Huacullani
- Juli
- Kelluyo
- Pisacoma
- Pomata
- Zepita